# Max Grube

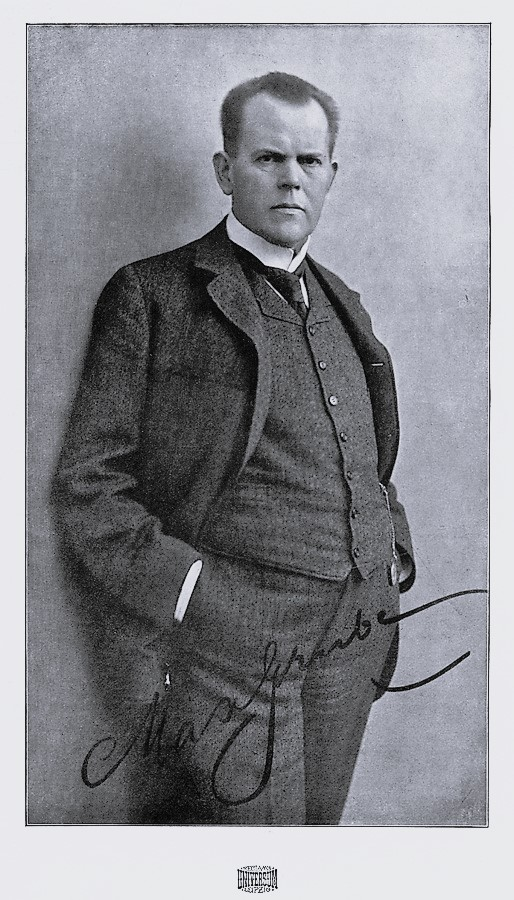
Max Grube

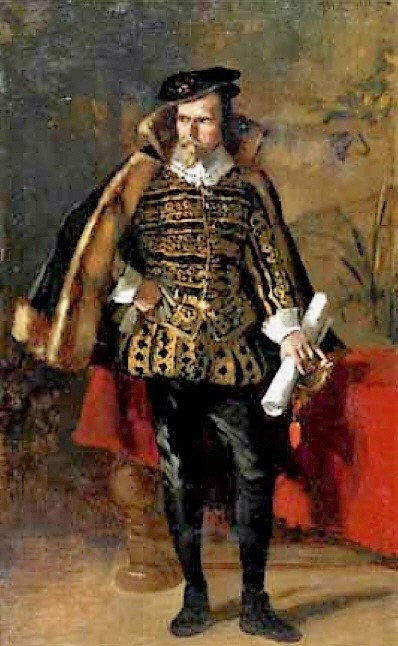
Max Volkhart: Max Grube als Burleigh in Schillers Maria Stuart, um 1880

Max Grube (* 25. März 1854 in Dorpat, Russisches Kaiserreich; † 25. Dezember 1934 in Meiningen) war ein deutscher Schauspieler, Theaterleiter und Schriftsteller.

## Leben
Der Vater, Adolph Eduard Grube, kam als ordentlicher Professor für Zoologie 1857 von der Universität in Dorpat (russisches Departement Livland) nach Breslau. Max Grube besuchte dort das Maria-Magdalenen-Gymnasium. Mit neun Jahren erlebte er mit Webers Oper Freischütz seine erste Theateraufführung. Und in seinen „Jugenderinnerungen eines Glückskindes“ schreibt er: Ich bin vielleicht zwölf Jahre alt gewesen, als ich den festen Entschluss fasste, Schauspieler zu werden, und dieser Augenblick steht festgegraben in meinem Gedächtnis.
Als Max Grube 14 Jahre alt war, gründete er auf dem Gymnasium, zusammen mit Eberhard Gothein, Friedrich Schottky und Heinrich Rosin, eine literarische Vereinigung mit dem Namen „Concordia“, die viele Jahre fortbestand. Grube war schon als Gymnasiast Karl von Holtei vorgestellt worden. Zu Beginn seiner Laufbahn wurde das freundschaftliche Verhältnis zu dem alten Theatermann von besonderer Bedeutung. Das erste Theaterengagement 1872 beim Meininger Theater prägte lebenslang seine künstlerische Tätigkeit im Sinne eines „schönen“ historischen Realismus. 1876 wechselte er zum Detmolder Hoftheater. 1879 heiratete Grube in Breslau die Schauspielerin Marie Leisch. Die Ehe blieb kinderlos.

## Leistungen

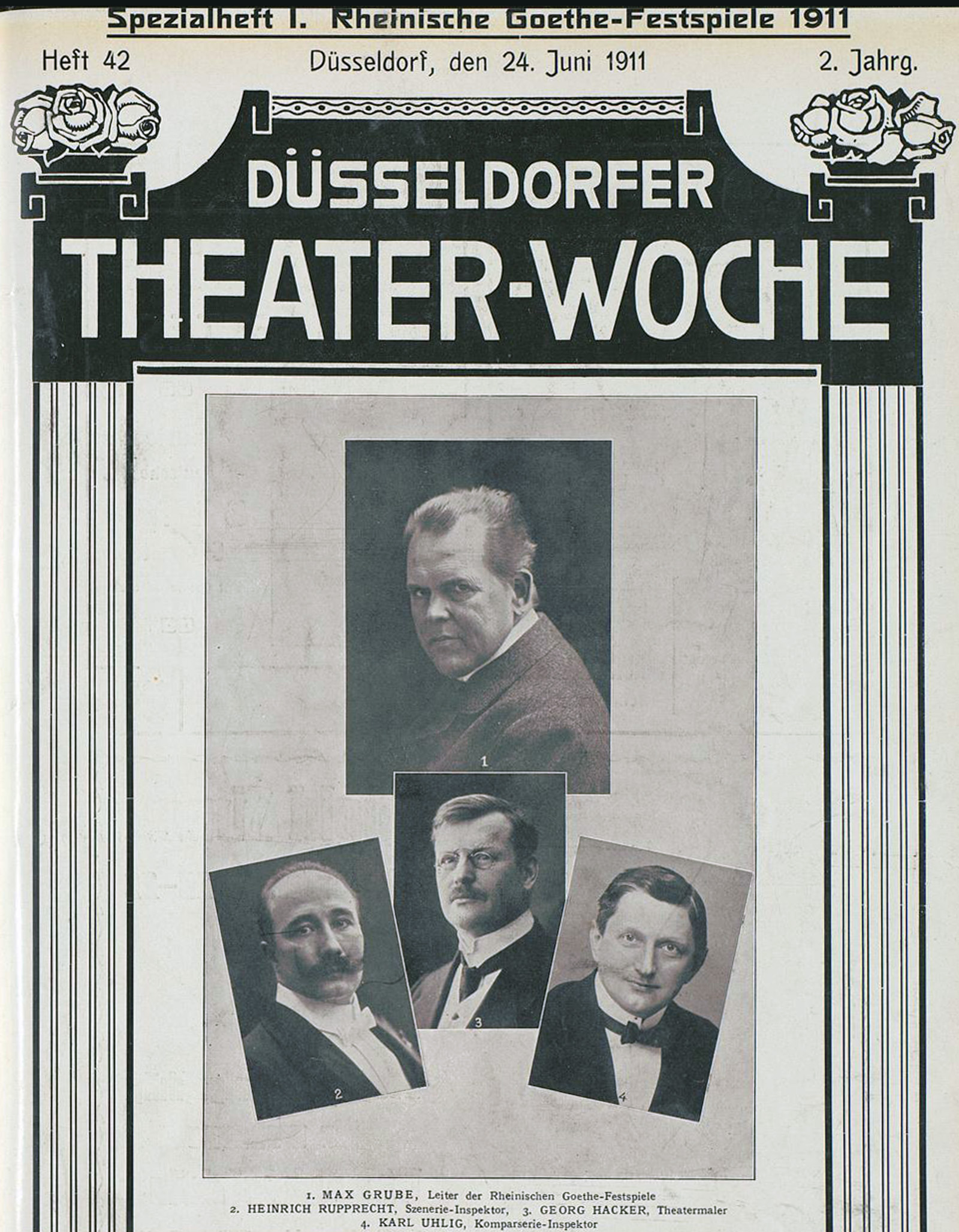
Max Grube (1), Heinrich Rupprecht (2), Georg Hacker (3), Karl Uhlig (4), Rheinische Goethe-Festspiele 1911, Titelblatt Düsseldorfer Theater-Woche

Das Detmolder Hoftheater bespielte auch Osnabrück, Pyrmont und Münster und unternahm Tourneen nach Bielefeld, Dortmund und Lübeck (1876/77). Schon hier spielte er große Charakterrollen und führte zeitweise Regie. In Berlin lernte er 1874 den Schriftsteller Julius Stettenheim, den Dramatiker und Journalisten Paul Lindau (später Intendant des Meininger Theaters) sowie den Maler und Grafiker Paul Meyerheim kennen. Und auf Empfehlung seines Freundes Holtei fand Grube in Lübeck schnell Kontakt zu Emanuel Geibel. Die nächste Station von Max Grube war Bremen im Jahr 1878. Hier spielte der 24-Jährige bereits Shakespeares „Hamlet“ mit großem Erfolg und fand engen Kontakt zu Heinrich Bulhaupt, der als „Mittelpunkt des geistigen Lebens in Bremen“ galt.
Es folgten 1882 Leipzig und 1884 Dresden. Er kehrte 1886 zu den Meiningern zurück und wurde dort der erste Charakterdarsteller. Das Meininger Hoftheater unter der Regie des Herzogs Georg II. von Sachsen-Meiningen war damals das führende deutsche Theater. Die Meininger zogen mit ihren gefeierten Theateraufführungen durch ganz Europa, von London bis Moskau und von Stockholm bis Triest. Mit dem wohlwollenden Ruf „Die Meininger kommen“ stimmten sich die Gastspielorte auf das international bekannte Theaterensemble ein. 1888 wurde Grube an das Königliche Schauspielhaus in Berlin als Darsteller verpflichtet und dort 1890 zum Oberregisseur ernannt. Unter ihm erhielt Hermann Vallentin in Berlin seine Ausbildung zum Schauspieler. Neben klassischen Dramen mit Schwerpunkt auf Shakespeares Werken inszenierte Grube 1893 die Uraufführung von Gerhart Hauptmanns Drama Hanneles Himmelfahrt. Bei seinem Bemühen, die Bühne für die Dramen von Friedrich Hebbel zu gewinnen, fand er sogar die Unterstützung des deutschen Kaisers Wilhelm II.
Ab 1898 war Grube auch Leiter der Goethe-Festspiele in Düsseldorf. Nach Meiningen kehrte er 1909 zurück, um dort bis 1913 die erste Intendanz des neuen Theaters zu übernehmen. Er holte unter anderen auch Hans Thimig nach Meiningen. Von 1913 bis 1918 leitete er das Deutsche Schauspielhaus in Hamburg. Seinen Lebensabend verbrachte Max Grube in Meiningen. Seine literarischen Veröffentlichungen sind zum großen Teil für das Theater bestimmt oder theatergeschichtlichen Themen gewidmet. Auszeichnungen und Orden hat Grube von fast allen deutschen Fürstenhäusern erhalten sowie von Dänemark, Portugal, Rumänien und Russland. Der auf der Veste Coburg wohnende Exzar Ferdinand von Bulgarien, ein großer Theaterliebhaber, schätzte Grube sehr und besuchte ihn in Meiningen ab 1919 mehrmals, um mit ihm über Theaterkunst zu diskutieren.
Nachdem er am 21. Februar 1923 am Lübeckischen Theater in der Titelrolle von Gotthold Ephraim Lessings Nathan der Weise ein Ehrengastspiel absolvierte, wurde er im Anschluss zum Ehrenmitglied des Lübecker Stadttheaters ernannt.
Nach der „Machtergreifung“ durch die Nationalsozialisten gehörte Grube zu den 88 Schriftstellern, die im Oktober 1933 das Gelöbnis treuester Gefolgschaft für Adolf Hitler unterzeichnet hatten.

## Schriften
- Christian Günther: Schauspiel in fünf Acten. Schulze, Oldenburg 1882.
- Strandgut: Schauspiel in 1 Act. Schulze, Oldenburg 1885.
- mit Franz Koppel-Ellfeld: Hanns im Glück: Volksstück in 4 Acten. Rubin, München 1889.
- Erinnerungen eines alten Meiningers. In: Velhagen und Klasings Monatshefte. Jg. 5 (1890/91), Bd. 1, Heft 4, Dezember 1890, S. 488–504.
- Im Bann der Bühne: Gedichte eines Schauspielers. Reißner, Dresden u. a.
- Im Theaterland. Hofmann, Berlin 1908.
- Adalbert Matkowsky: Ein Kunst- u. Lebensbild nach persönlichen Erinnerungen. Paetel, Berlin 1909.
- Ein Widerhall: Zeitgedichte. Weitbrecht & Marissal, Hamburg 1915.
- Jugenderinnerungen eines Glückskindes. Grethlein, Leipzig 1917 (Digitalisat).
- Am Hofe der Kunst. Grethlein, Leipzig 1918 (Digitalisat).
- Rette die Abstimmungsgebiete! Berlin 1920.
- Oh, Theater. Roman. Grethlein, Leipzig
- Komödiantenkind. Roman. Mosse, Berlin 1923.
- Geschichte der Meininger. Deutsche Verlagsanstalt, Stuttgart 1926.